# Affaire Luchaire

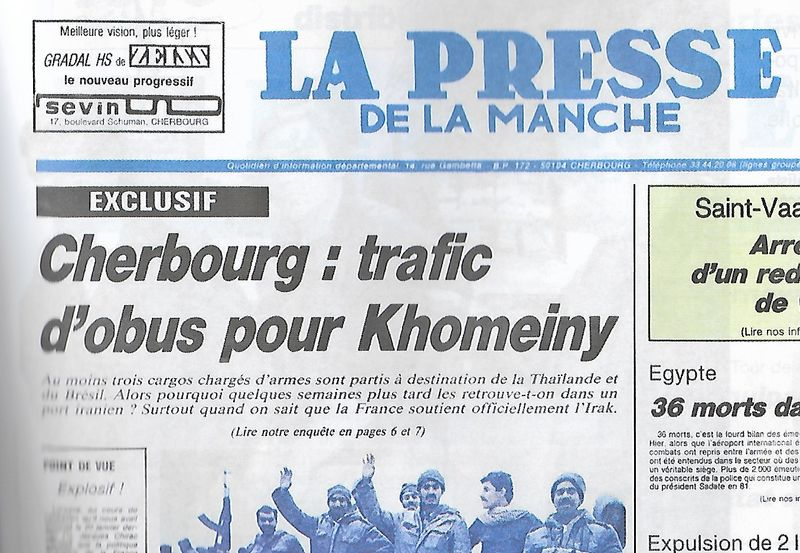
Une de La Presse de la Manche du 28 février 1986 déclenchant l'Affaire Luchaire.

L’affaire Luchaire est une affaire politico-financière française dont les faits se sont produits dans les années 1980.
En 1986 il est révélé que la société Luchaire spécialisée dans l’armement a contourné en particulier l'embargo décidé en 1980 par les américains et neuf pays européens dont la France sur les armes vers l'Iran  officiellement lors de la guerre Iran-Irak de 1980 à 1988. Les livraisons illégales à l’Iran ont porté sur près de 500 000 obus. Pour ce faire, la société a utilisé le détournement de documents officiels de destinations requis pour l’autorisation d'exportation d'armes par l'État.

## Contexte
Après la révolution iranienne, en 1979, la France entretient  des relations tendues avec l’Iran et soutient l’Irak lors de la guerre opposant les deux pays.
François Mitterrand accorde un entretien à RTL le 16 novembre 1987 où il précise le contexte dans l'extrait portant sur les ventes d'armes à l'Iran : en avril 1980 « neuf pays européens dont la France, ont décidé [...] l'embargo c'est-à-dire l'interdiction de ventes vers l'Iran  et le 21 mai 1980, en application de cette décision européenne, la France a décidé cette interdiction [...] ».
Selon les recherches de l’Institut international de recherche sur la paix de Stockholm (SIPRI), près de 52 pays ont fourni des armes à l’Iran et à l’Irak, 29 d’entre eux, dont la France, aux deux belligérants.
La société Luchaire est une société privée, spécialisée dans la fabrication d'obus d'artillerie, complémentaire des moyens de l’État des établissements du Groupement industriel des armements terrestres (GIAT). Depuis le début des années 1980, les activités de l'entreprise sont réorientées vers l'exportation face à des commandes de l’État en baisse.

## Faits
De 1982 à 1986, la société privée française d’armement Luchaire va livrer à l’Iran 500 000 obus d’artillerie, en toute illégalité. La Société Luchaire est dirigée à cette époque par Daniel Dewavrin. Alors que Charles Hernu est ministre de la Défense et Jean-François Dubos son bras droit, ces ventes sont autorisées par la Commission interministérielle pour l'étude des exportations de matériel de guerre grâce à un trucage, les certificats mentionnant d’autres pays. Par ailleurs, trois millions de francs de commissions auraient pu être reversés au Parti socialiste.
L’affaire est révélée par La Presse de la Manche le 28 février 1986. Selon le quotidien, deux cargos sous pavillon des Bahamas et de Chypre, ont en juillet et en septembre 1985, embarqué à Cherbourg des matériels militaires officiellement destinés aux gouvernements de la Thaïlande, du Brésil et du Portugal. Le Lloyd's of London a affirmé que les deux cargos ont déchargé leurs cargaisons au port iranien de Bandar Abbas.
Les ventes d'armes, de munitions et d'explosifs français à l'Iran se seraient poursuivies après le 16 mars 1986 et le changement de majorité.

## Enquête
Le ministère de la défense annonce le 6 mars 1986, son intention d'engager des poursuites judiciaires contre la société Luchaire, accusée d'avoir violé la législation en matière de commerce de matériels de guerre. Le ministère précise que « depuis plusieurs mois, les activités de cette société faisaient l'objet d'une surveillance, à la suite d'informations communiquées par les services spécialisés, concernant de possibles détournements de destination » et que le président de la société Luchaire a reconnu les faits le 5 mars. Le ministre de la défense est alors le socialiste Paul Quilès. L’enquête est confiée au juge d’instruction Michel Legrand. 
Au lendemain des élections législatives de mars 1986, le nouveau ministre de la défense André Giraud, membre du Parti républicain, commande un rapport sur cette affaire au contrôleur général des armées Jean-François Barba. Celui-ci le remet trois semaines plus tard. Il sera publié par L'Express en janvier 1987. Il révèle que ces ventes illicites n'ont pu se dérouler qu'avec la complicité bienveillante du ministère de la Défense, sur ordre du cabinet de Charles Hernu, plus particulièrement de Jean-François Dubos, chargé de mission. Le rapport s'appuie sur le témoignage du général Armand Wautrin, directeur de la protection et de la sécurité de la défense (DPSD), qui n'exclut pas que le trafic aurait alimenté les caisses du Parti socialiste, pour un montant de rétro-commissions proche de trois millions de francs. Daniel Dewavrin, président de la société Luchaire et l'amiral Pierre Lacoste, directeur de la DGSE confirment cette information au contrôleur général. Le 17 octobre 1987, le rapport classé « confidentiel défense » est communiqué au magistrat instructeur et déclassifié. 
Le 17 décembre, celui-ci inculpe Daniel Dewavrin pour infraction à la législation sur le commerce des armes de guerre, faux et usage de faux, trafic d'influence et corruption de fonctionnaire. Le 21 décembre, Jean-François Dubos, Mario Appiano, conseiller à l'exportation et responsable des filiales italiennes de Luchaire et Guy Motais de Narbonne, président du directoire de Luchaire, sont également inculpés. Devant le juge, Daniel Dewavrin dément avoir versé des fonds à un parti politique, le général Wautrin dit avoir mal été compris par le contrôleur Barba et l'amiral Lacoste met en cause l'authenticité de l'information. 
Le procureur de la République de Paris Pierre Bézard et le juge Michel Legrand rendent un non-lieu général le 16 juin 1989,,. Les deux hommes estiment qu'aucune charge n'a pu être établie contre les quatre inculpés. Selon Le Monde,  le magistrat instructeur « laisse entendre que l'administration militaire était (...) complice des exportations de la société Luchaire », et il « reproche au ministère d'avoir sélectionné, au nom du " secret défense ", les éléments fournis à la justice alors que ce même ministère était " la partie poursuivante ". C'est pourquoi il s'est refusé à renvoyer en correctionnelle les dirigeants de Luchaire, estimant que les droits de la défense avaient été quelque peu bafoués par l'attitude du monde militaire ». Gilles Gaetner dans L'Express, précise que le juge n'a pas obtenu la déclassification de certains documents de la Direction des affaires internationales du ministère de la défense. Ces documents étaient indispensables à ses investigations. André Giraud, puis son successeur Jean-Pierre Chevènement ont opposé  leur veto. Selon le journaliste, « le complexe militaro-industriel a gagné ».

## Répercussions
À la veille de l’élection présidentielle de 1988, la première loi de transparence financière de la vie politique est votée. Le cadre législatif autour du financement des partis, des campagnes électorales et de la transparence du patrimoine des élus sera continuellement renforcé par la suite. 
En 1989, les activités de défense de la société Luchaire sont cédées à GIAT Industries.

### Emissions de radio
- Patrick Pesnot, « Des armes pour l’Iran » [audio], sur rendezvousavecmrx.free.fr, Rendez-vous avec X, France Inter, Radio France, 31 octobre 1998 (consulté le 19 février 2024).
- Fabrice Drouelle, « L’affaire Luchaire » [audio], sur Affaires sensibles, France Inter, Radio France, 15 février 2024 (consulté le 15 février 2024).
- Jean-Philippe Deniau, « L'affaire Luchaire : quand le Chef de l'Etat échappait à la justice » [audio], sur Dans le prétoire, France Inter, Radio France, 23 novembre 2012 (consulté le 17 février 2024).

### Vidéo
- Joëlle Hazard, « Affaire Luchaire » [vidéo], sur ina.fr de France Régions 3 Lyon, 16 janvier 1987 (consulté le 18 février 2024), Participation de Charles Hernu.